# وحدة حماية العملات الأجنبية (ألمانيا)
Devisenschutzkommando (وحدة حماية العملات الأجنبية)، أو DSK،  وحدة نازية خاصة لشوتزشتافل التي تعمل في بلجيكا وفرنسا وهولندا. تأسست الوحدة عام 1940 وتم تشغيلها خلال فترة الحرب العالمية الثانية.
تم تكليفها اسمياً بالإشراف على جميع معاملات البنوك الأجنبية في الدول التي تحتلها ألمانيا النازية، بما في ذلك مراقبة ودائع البنوك من العملات والأدوات المالية والمعادن الثمينة. ومع ذلك، تم بسرعة إعادة تفسير مفهوم «المعاملات بالعملات الأجنبية» على نطاق واسع ليعني أي شيء ذي قيمة مالية. في الممارسة العملية، صادر أعضاء الوحدة كل ما يعتقدون أنه قد يكون ذا قيمة.
تضمنت الإجراءات التي اتخذتها الوحدة عمليات تفتيش لصناديق الودائع الآمنة الفردية بحضور صاحب الصندوق وموظف بنك وضابط نازي. الأوراق النقدية والأسهم والسندات والذهب والفضة والفضة والأحجار الكريمة والأشياء الفنية الموجودة في حوزة المواطنين العامين تم جردها ووضعها في حسابات تسيطر عليها السلطات الألمانية. تم تحويل الأصول اليهودية المصادرة بموجب مراسيم مختلفة إلى وكيل مصرفي ألماني مسجل أو إلى Vermögensverwaltungs und Rentenanstalt (إدارة الممتلكات ومعهد التقاعد). تمت معالجة مشكلات العقارات بواسطة Verwalter (المسؤولون الخاصون). تم تسليم قوائم أصحاب الصناديق الذين تم إهمالهم أثناء عمليات التفتيش الأولية، أو الذين رفضوا التعاون إلى المفتشين الألمان. كانت المهمة الوحيدة للوحدة هي البحث عن الأصول وتحديد موقعها، وليس إدارتها.
ووردت أنباء عن العنف والتعذيب المستخدمة في عملية تحديد موقع الذهب اليهودي والحصول عليه من النازيين. في فرنسا، ترأس الوحدة هربرت ستافيلدت ونائبه هارتمان. كانت المنظمة مدعومة من قبل «جيش صغير» من المخبرين والمرشدين والمتعاونين المعروفين باسم Vertrauensmänner أو "V-männer" (وكلاء سريون). عندما أصبحت هزيمة الجيش الألماني وشيكة على أيدي قوات التحالف، أصبحت الإجراءات التي اتخذتها الوحدة لمصادرة أي شيء ذي قيمة للدولة النازية وحشية.